# Хоббс, Карлтон
Сэр Карлтон Перси Хоббс (англ. Carleton Percy Hobbs; 18 июня 1898, Фарнборо, Гэмпшир — 31 июля 1978, Лондон) — британский актёр, кино, радио и телевидения, ветеран Первой мировой войны. Изобразил Шерлока Холмса в 80 радиоадаптациях между 1952 и 1969 годами, а также играл в радиоадаптации «Меча почёта» Ивлина Во.

## Биография
Хоббс родился в Фарнборо, Хэмпшир, в военной семье и сам служил в Первой мировой войне. Он окончил RADA и затем служил в лондонских театрах в 1920-х годах, но к следующему десятилетию стал специалистом-радиоактером. Его первая передача была сделана в 1925 году. В 1934 году он женился на Глэдис Понсонби, с которой оставался в браке до самой смерти. У них не было детей.
На протяжении всей своей карьеры в кино Хоббс был внештатным актером (за исключением периода военного времени, когда BBC сформировала свою оригинальную компанию-рекрутера, которая могла быть вывезена из Лондона и от бомбежки).
Изначально Хоббс пробовался на роль доктора Ватсона, но прославился именно как Холмс. Несмотря на звучный голос Хоббса и его часто острый или сардонический смех, его интерпретация великого детектива звучит довольно авантюрно — возможно, это так из-за юношеской аудитории на которую изначально была ориентирована передача. Помимо Холмса, Хоббс редко исполнял главные роли (исключениями стали роли в «Короле Джоне» и Иеронимо в «Испанской трагедии»).
Хоббс много играл на телевидении, где часто исполнял роли судей. Среди других телевизионных выступлений были «Lord Peter Wimsey», «A Life of Bliss», «Pennies from Heaven», «Странный доклад» и «Я, Клавдий». Он также сыграл небольшие роли в версии «Войны и мир» 1972 года, а также в фильмах «Дом, где стекает кровь» (1971) и «Тёмные места» (1973).

## Признание
Карлтон Перси Хоббс был признан офицером ордена Британской Империи (OBE) в День рождения Королевы в 1969 году за заслуги в драме.